# Søborg (Gribskov Kommune)
Denne artikel omhandler byen Søborg i Gribskov Kommune. Der er også andre byer med dette navn, se Søborg (flertydig).
Søborg ligger i Nordsjælland og er en landsby med 239 indbyggere  (2024) mellem Græsted og Gilleleje i Gribskov Kommune i Region Hovedstaden.
Byen var i middelalderen en købstad anlagt i forbindelse med Søborg Slot, der, indtil den blev ødelagt under Grevens Fejde, var en vigtig borg, der i sine sidste år virkede som fængsel for kongens mest magtfulde fjender. I dag er Søborg Slot kun en ruin beliggende nord-vest for byen. Byen var op til 1900-tallets begyndelse Holbo Herreds største by.
Da kirken er bygget som købstadskirke fremtræder den i dag overdimensioneret i den lille landsby og den er da også Holbo Herreds største.
I 1682 bestod Søborg af 18 gårde, 9 huse med jord og 3 huse uden jord. Det samlede dyrkede areal udgjorde 516,4 tønder land skyldsat til 133,56 tdr hartkorn. Dyrkningsformen var trevangsbrug.
Søborg Sø er i dag drænet og udlagt som landbrugsjord. Tiltag til afvanding, i et forsøg på inddragelse af landbrugsjord, begyndte allerede i 1794–99 med gravningen af Søborg Kanal til Kattegat ved Gilleleje. De første hundrede år var store dele af området dog mere lavvandet mose end noget andet, men adskillige afvandingstiltag gennem tiden har dog ændret dette. Det seneste tiltag er pumpestationen ved Søborggård, der pumper 75.000.000 liter vand i døgnet mod havet. Søen er på vej til at blive genoprettet.